# FC Sion
FC Sion je švýcarský fotbalový klub z města Sion. Založen byl roku 1909. Dvakrát vyhrál švýcarskou ligu (1991–92, 1996–97) a 12x švýcarský fotbalový pohár (1965, 1974, 1980, 1982, 1986, 1991, 1995, 1996, 1997, 2006, 2009, 2011). Největším mezinárodním úspěchem klubu je čtvrtfinále Poháru vítězů pohárů 1986/87.